# Help! (电影)
《Help!》是一部1965年的影片，由理查德·莱斯特导演，披头士乐队成员主演。本片是披头士的第二部电影，也是一部喜剧冒险片，讲述乐队对抗一支邪教祭祀的故事。电影原声带作为专辑发行，也命名为。

## 脚注
1. ↑  . IMDb.   [22 January 2013]. （原始内容存档于2016-02-02）.
2. ↑  . The Numbers.   [22 January 2013]. （原始内容存档于2014-03-14）.
3. ↑  . Beatles.com.   [2 September 2011]. （原始内容存档于2012-09-18）.